# Garth Owen-Smith
Pour les articles homonymes, voir Owen et Smith.
Garth Owen-Smith, né le 22 février 1944 à Pinetown (Afrique du Sud) et mort le 11 avril 2020 à Windhoek (Namibie), est un  écologiste namibien d'origine sud-africaine.

## Biographie
Garth Owen-Smith naît en 1944 à Pinetown en Afrique du Sud. Il y passe son enfance et son adolescence, puis s'établit en Sud-Ouest africain (aujourd'hui la Namibie) dans les années 1960 où il travaille dans une mine à Tsumeb. Un ami l'amène dans la région de Kunene et en tombe amoureux, ainsi que de sa faune et de ses habitants. Il se rend en vélo de Tsumeb, en traversant le Botswana, jusqu'à Salisbury (aujourd'hui Harare) en Rhodésie (aujourd'hui Zimbabwe), où sa mère travaillait.
Dès son retour en Namibie, Garth Owen-Smith travaille comme agent agricole dans la région de Kunene, où il développe une profonde affinité avec les peuples Himba, Héréro et Damara. En 1970, quelques années après le début de la guerre de libération, il est transféré hors de la région, prétendument présentant un risque pour la sécurité.
Il passe ensuite un an en Australie et revient en Namibie pour terminer des études d'ethnobotanique pour le National Museum. Il dirige ensuite le premier cours de conservation pour étudiants noirs en Afrique du Sud. Cependant, en raison des restrictions de l'apartheid, il démissionne et lance un projet d'éducation environnementale destiné aux étudiants et enseignants zoulou pour la Wildlife Society. Pendant deux ans, il élève du bétail au Zimbabwe, où il travaille sous la direction de l'écologiste Allan Savory.
Son fils Touareg naît en 1974 puis il se marie l'année suivante avec June, rencontrée à Windhoek. Un deuxième fils, Kyle, naît en 1976.
En 1978, il retourne en Namibie pour rejoindre le Département Conservation de la nature. Il est stationné à Keetmanshoop et est responsable de la zone diamantifère 1. Il est par après transféré au parc national d'Etosha où sa femme était employée comme infirmière.
En 1982, Garth quitte le département de la conservation de la nature et retourne dans la région de Kunene pour découvrir que la faune, dont le rhinocéros noir et l'éléphant adapté au désert, est dévastée par la chasse illégale. Il consacre vingt-sept ans à travailler pour inverser cette tendance, en créant une organisation non gouvernementale avec Margaret Jacobsohn, et en lançant l'un des programmes de conservation communautaire les plus réussis du continent africain, l'Integrated Rural Development and Nature Conservation (IRDNC).

## Récompenses et distinctions
Garth Owen-Smith reçoit le prix Goldman pour l'environnement en 1993, conjointement avec Margaret Jacobsohn, pour leurs efforts de conservation de la faune en Namibie, où la chasse illégale menaçait des espèces telles que les éléphants, les lions et les rhinocéros noirs.
Il reçoit le Global 500 Roll of Honor en 1994.
En 2015, Garth Owen-Smith reçoit le prix Prince William Lifetime Conservation pour avoir passé plus de quarante ans à faire œuvre de pionnier en matière de conservation communautaire dans le nord-ouest et le nord-est du pays.